# クロルリトゲハムシ
クロルリトゲハムシ（黒瑠璃刺葉虫 Rhadinosa nigrocyanea）は甲虫目ハムシ上科ハムシ科に分類される甲虫。別名及び旧和名はクロルリトゲトゲ（黒瑠璃刺刺）。
| \| 界 \| : \| 動物界 Animalia \| \| 門 \| : \| 節足動物門 Arthropoda \| \| 綱 \| : \| 昆虫綱 Insecta \| \| 目 \| : \| 甲虫目 \| \| 上科 \| : \| ハムシ上科 \| \| 科 \| : \| ハムシ科 \| \| 亜科 \| : \| トゲハムシ亜科 \| \| 種 \| : \| クロルリトゲハムシ（クロルリトゲトゲ） \| |   |                                        |
| 学名 |   |                                        |
| Rhadinosa nigrocyanea |   |                                        |
| 和名 |   |                                        |
| クロルリトゲハムシ（クロルリトゲトゲ） |   |                                        |
| 界 | : | 動物界 Animalia                        |
| 門 | : | 節足動物門 Arthropoda                  |
| 綱 | : | 昆虫綱 Insecta                         |
| 目 | : | 甲虫目                                 |
| 上科 | : | ハムシ上科                             |
| 科 | : | ハムシ科                               |
| 亜科 | : | トゲハムシ亜科                         |
| 種 | : | クロルリトゲハムシ（クロルリトゲトゲ） |

## 概要
全長は、8mm前後。小型のハムシ。体は黒色で、上翅には、名前の由来にもなっている、たくさんのトゲ状の突起がある。類似種（近縁種）には、クロトゲハムシという種がいるが、本種の方が、断然、突起が長いことで見分けられる。しかし、インターネット上などでは、混同してしまっているケースが多く、同定には注意が必要である。成虫は夏に発生する。詳しい生態については、分かっていない事が多いが、本種の一生は、食草であるススキ類、及びその周辺で過ごされるため、生息地から離れる事はまず無い。その為、未だ発見されていないたくさんの生息地でひっそりと本種が繁殖している可能性がある。ススキの葉上に白い点のようなものが見えれば、本種の産卵痕の可能性がある。

## 分布
本種の分布は、本州、四国、九州。更に生息地は局地的。